# Vakhtang II de Géorgie
Vaktang II de Géorgie (mort en 1292) est un roi de Géorgie et un co-roi d'Iméréthie de 1289 à 1292.

## Biographie
Fils aîné du roi David Narin, il succède à son cousin Démétrius II, exécuté par les Mongols en 1289.
Vakhtang II reste loyal aux occupants et épouse en 1289 Oldjat, une fille de l'Ilkhan Abaqa. Il participe à la tête de l'armée d'auxiliaires géorgiens aux campagnes des Mongols dans le Moyen-Orient.
Bien qu'il porte le titre de roi de Géorgie, il ne contrôle que l'est du pays, car la Géorgie occidentale demeure sous l'autorité de son père, puis de son frère Constantin Ier d'Iméréthie, et le Samtskhé est contrôlé par le prince Béka Ier Jakeli.
Vakhtang II meurt en 1292 sans laisser de descendance et il a pour successeur son cousin David VIII, qui épouse sa veuve.

## Sources
- Alexandre Manvélichvili, Histoire de la Géorgie, Nouvelles Éditions de la Toison d'Or, Paris, 1951, p. 237-238.
- Marie-Félicité Brosset, Histoire de la Géorgie depuis l’Antiquité jusqu’au XIXe siècle, v. 1-7, Saint-Pétersbourg, 1848-58 (lire ce livre avec Google Books : , ), p. 608-612.